# Dálnice Struma
Dálnice Struma (bulharsky Автомагистрала Струма – Avtomagistrala Struma) je dálnice v jihozápadním Bulharsku. Nese označení A3. Až na nedokončené úseky spojuje Sofii s Řeckem a vede po ní evropská silnice E79. Z plánovaných 172 km je v provozu zhruba 143 km a je součástí panevropského dopravního koridoru IV. Po většinu své trasy sleduje státní silnici I-1, kterou dopravně nahrazuje. Úsek dálnice od Sofie v délce zhruba 19 km tvořil až do konce roku 2018 samostatnou dálnici Ljulin a po jejím začlenění převzala dálnice A3 její staničení.

## Jméno
Dálnice nese jméno po řece Struma, podél jejíhož toku převážně vede.

## Trasa
Dálnice začíná v nadmořské výšce 625 m a potom stoupá pohořím Ljulin až na svoje nejvyšší místo, zhruba na staničení km 6,4, kde dosahuje téměř 950 m n. m., a následně tunelem Malo Bučino překonává rozvodí Iskăr - Struma. Odtud klesá, přičemž se na dlouhém úseku pohybuje ve výšce okolo 850 m. Od silničního uzlu Daskalovo ve výšce 742 m mírně stoupá po úbočí údolí Strumy až do výšky zhruba 920 m n. m. poblíž vodní nádrže Studena, odtud pozvolna klesá na výšku okolo 670 m. Kolem vodní nádrže Ďakovo probíhá po hřebeni ve výškách mezi 680 a 720 m a znovu postupně klesá, a to až na 350 m (zhruba na km 83). Odtud opět stoupá, přičemž ve výšce přes 400 m překonává západní výběžky Rily, a poté klesá ke svému dočasnému konci na druhé odbočce k Blagoevgradu (zhruba 330 m n. m.).
Ve stejné nadmořské výšce pokračuje krátkým úsekem poblíž města Simitli. 
Další dočasný začátek má u města Kresna ve výšce zhruba 150 m a za odbočkou k městu Sandanski dálnice stoupá do výšky téměř 200 m a překonává jihozápadní výběžky Pirinu. Dálnice končí v nadmořské výšce cca 80 m před celnicí Kulata a až k hraničnímu přechodu má charakter dálniční přípojky. Za hraničním přechodem pokračuje dálnice jako řecká dálnice A25 do Soluně.
Dálnice má průjezdný profil 29 m, v každém směru 11,5 m se dvěma jízdními pruhy a odstavným pruhem.

## Historie výstavby

### Fázování výstavby dálnice

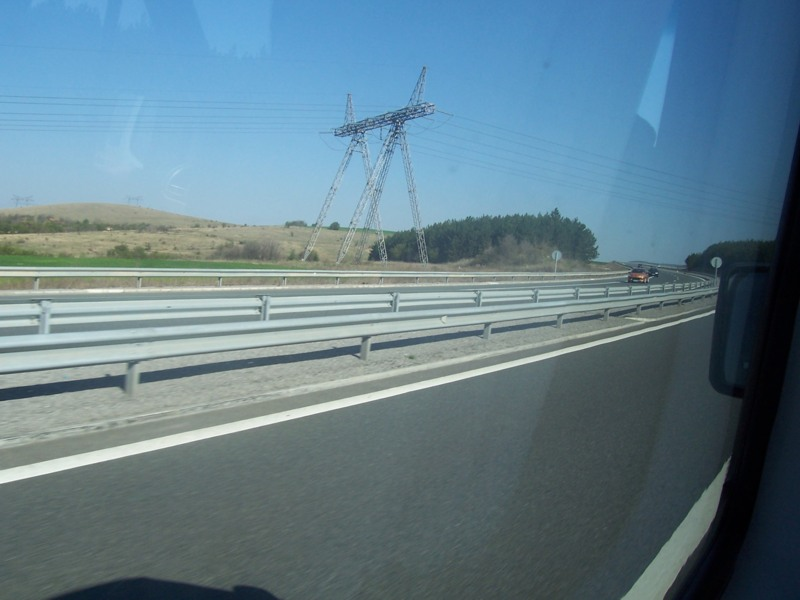
Nultý díl dálnice těsně po svém zprovoznění v r. 2007

Z investičního hlediska byla výstavba dálnice rozdělena následovně:
- Dálnice Ljulin – úsek mezi km 0,000 (křižovatka se Sofijským okruhem) a km 19,135
- díl 0[p 5] – úsek mezi km 287,450 a km 305,220[p 6]
- díl 1 – úsek mezi km 305,220 a km 322,000[p 6]
- díl 2 – úsek mezi km 322,000 a km 359,453 82[p 6]
- díl 3 – úsek mezi km 359,454 a km 420,624[p 6]
  - díl 3.1 – úseky mezi km 359,454 a km 366,000 a mezi km 370,400 a km 376,000[p 6]
  - díl 3.2 – úsek mezi km 375,860 a km 399,500[p 6][2]
  - díl 3.3 – úsek mezi km 397,000 a km 420,624[p 6]
  - tunel Železnica – úsek mezi km 366,000 a km 370,400[p 6]
- díl 4 – úsek mezi km 423,800 a km 438,500[p 6]

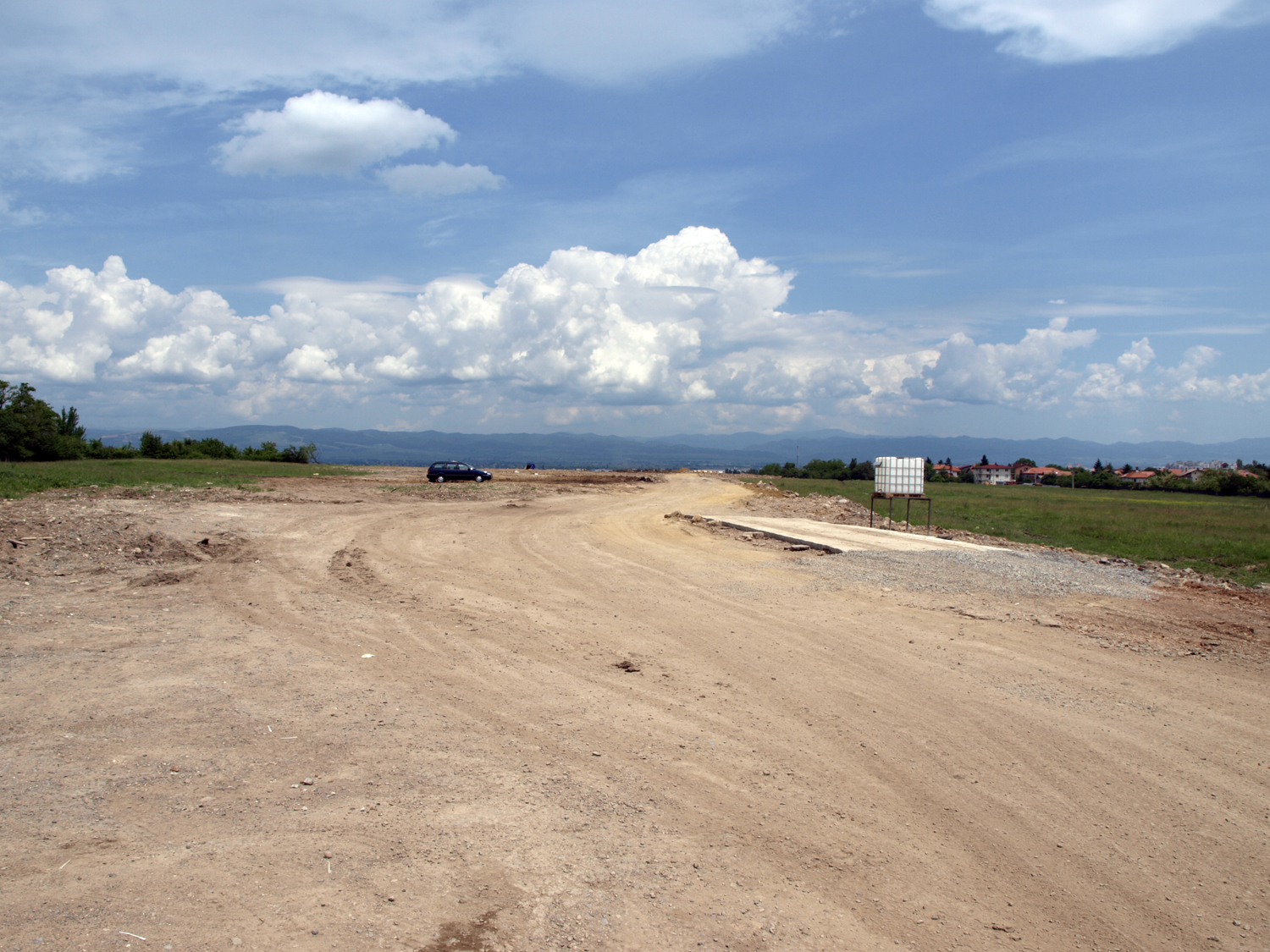
Trasa dálnice po sejmutí ornice v květnu 2010 (u sídliště Filipovci)

### 2004
- Výstavba dálnice do km 19,135, ještě pod původním názvem tohoto úseku dálnice Ljulin, byla zahájena poté, co Evropská komise schválila v prosinci 2004 spolufinancování stavby.[p 7] Očekávané náklady byly 148,5 miliónu €, z nichž 111,4 miliónu pocházelo z unijních fondů.[3]

### 2005
- V červnu byla vyhlášena veřejná soutěž na zhotovitele stavby dálnice Ljulin[4] a v listopadu byly nabídky otevřeny. Uchazečů bylo 21 a ceny se pohybovaly od 142 219 849 € do 221 260 044 €, přičemž nejvyšší nabídka byla od česko-slovenského sdružení MeDo Ljulin (Metrostav + Doprastav).[5]
- V listopadu byla vyhlášena veřejná soutěž na stavební dozor téhož úseku.[6]

### 2006
- 8. srpna byla uzavřena smlouva o výstavbě dálnice Ljulin se sdružením tureckých firem Mapa – Cengiz za cenu 137,382 miliónu €.[7]

### 2007
- V lednu byly zahájeny práce na dálnici Ljulin (úsek do km 19,135) se lhůtou výstavby 3 roky.
- 31. ledna byl zprovozněn úsek mezi silničním uzlem Daskalovo a dědinou Dolna Dikaňa o délce 17,77 km. Šlo o tzv. nultý díl (лот – lot) dálnice podle tehdejšího značení. V oné době mělo dílo přetrvávající právní vady – dílo nebylo zkolaudováno, a povolená rychlost byla tudíž jen 90 km/h[8] (zvýšena na 120 km/h byla až po zprovoznění navazujícího úseku), poloha dálnice byla zakreslena do katastrálních map s odchylkou dosahující až 20 m a bylo nutno dořešit formality výkupu pozemků.[9] Původní náklady tohoto dílu byly 32 miliónů leva, ale důsledkem odstraňování vad narostly na 98 miliónů.[10]

### 2008
- V červnu 2008 byly na dálnici Ljulin již provedeny práce v objemu 330 tisíc m³ výkopů, 152 tisíc m³ násypů, 10 tisíc m³ betonu, 1,1 tisíc tun výztuže a přes 2 tisíce metrů pilot, zdálo se, že by mohlo dojít ke zkrácení termínu.[11]

### 2010
- V průběhu roku bylo zřejmé, že uvedení dálnice Ljulin do provozu 30. září 2010 nebude dodrženo.[12]
- 17. prosince byl částečně (po dvou pruzích ve směru na Pernik a na Vladaju) zprovozněn dálniční uzel Daskalovo, aby se ulehčilo dopravě v trase Sofie – Pernik – dálnice Struma, a také propojení tehdejších dálnic Ljulin a Struma.[13]

### 2011
- Onoho roku byla zahájena intenzivní příprava prvního dílu v délce 16,78 km od sjezdu Dolna Dikaňa (km 305,220)[p 6] ke sjezdu Dupnica sever (km 322,000)[p 6] a byly vypsány soutěže[14] na zhotovitele díla s termínem podání 30. května a na technický dozor s termínem 1. června, avšak kvůli chybě v zadání došlo k posunu termínů.[15] Předpokládaly se náklady ve výší 100 miliónů leva, přitom nabídky na zhotovení od 17 uchazečů, kteří splnili kvalifikační předpoklady, se pohybovaly od 58,534 miliónu do 117,116 miliónu leva bez DPH. S vítězným sdružením Iperza – Glavbolgarstroj, infrastrukturno stroitelsvo – Pătostroj 92, které nabídlo nejnižší cenu,[16] byla podepsána 30. září smlouva na dopracování projektu a výstavbu (Design & Build).[17] K technickému dozoru byla z deseti uchazečů[18] vybráno sdružení Infrastruktura magistralni pătišta za nejnižší nabídku 269,4 tisíc leva.[19]
- 15. května byla zprovozněna dálnice Ljulin (úsek mezi km 0,000 a km 19,135)[20] Celkové náklady dosáhly 185 miliónů €[21] a podle tehdejšího značení šlo o první bulharskou dálnici, která byla kompletně postavena.[20]
- V polovině roku[22] byl také zahájen výběrový proces na čtvrtý díl dálnice v délce 14,7 km od sjezdu Sandanski (km 423,800)[p 6] k hraničnímu přechodu Kulata (km 438,500)[p 6] včetně přípojek k dědinám Novo Delčevo, Damanija a Marikostinovo a byly vypsány soutěže[23] na zhotovitele díla s termínem podání 18. srpna a na technický dozor s termínem 22. srpna.[24] Nabídky na zhotovení od 14 uchazečů, kteří splnili kvalifikační předpoklady, se pohybovaly od 55,980 miliónu do 83,678 miliónu leva bez DPH.[25] Nejnižší nabídku podala řecká firma Aktor a s ní byla podepsána 19. března následujícího roku smlouva na dopracování projektu a výstavbu. K technickému dozoru byla ze sedmi uchazečů[26] vybrána firma Pătinvestinženering za nejnižší nabídku 297 016 leva.[27]
- 1. října byla zahájena výstavba prvního dílu dálnice se lhůtou výstavby 25 měsíců.[28]
- Koncem roku vypsala Agentura Silniční infrastruktura (АПИ) soutěž na zpracovatele koncepčního projektu druhého dílu dálnice v délce 37,5 km od Dupnici (km 322,000)[p 6] do Blagoevgradu (km 359,453)[p 8][p 6] s termínem podání 12. ledna následujícího roku.[29]

### 2012
- Počátkem roku byla vyhodnocena soutěž na koncepční projekt druhého dílu. Nabídky od 8 uchazečů, kteří splnili kvalifikační předpoklady, se pohybovaly od 207 720 leva do 654 722 leva bez DPH.[30] Jako nejvýhodnější byla vyhodnocena nabídka sdružení Transkonsult-22 za cenu 255 600 leva a 5. dubna byla podepsána smlouva s termínem 40 dnů na vypracování a 75 dnů na dopracování po předchozím schválení.[31]
- 24. února byla zahájena uzavřená kvalifikace uchazečů k účasti ve výběrovém řízení na projekt a stavbu (Design & Build) druhého dílu dálnice s tím, že vlastní soutěž proběhne po dokončení koncepčního projektu.[32] Předpokládané náklady tohoto dílu se odhadovaly na 200 miliónů leva.[33]
- 5. dubna byla zahájena výstavba čtvrtého dílu dálnice se lhůtou výstavby 23 měsíců.[34][35]
- V polovině června byl dokončen koncepční projekt druhého dílu dálnice a byl následně předán ke schvalovací expertize.[36] Přestože kvalifikace vybrala z 15 účastníků 8 soutěžících již 16. srpna,[37][38] podařilo se soutěž na projekt a stavbu uzavřít až koncem roku. Nejvýhodnější byla shledána nabídka sdružení Struma – lot 2, jež obdržela 100 bodů, a smlouva se sdružením, které bylo též zhotovitelem prvního dílu dálnice,[39] byla uzavřena až 27. února následujícího roku[40] za cenu zhruba 362 miliónů leva.[41]
- 15. listopadu byl zahájen výběr zpracovatele koncepčního projektu třetího dílu dálnice od Blagoevgradu (km 359,453)[p 6] ke sjezdu Sandanski (km 423,800)[p 6] a také výběr ekologického konzultanta a strategického poradce s termíny podání 28. ledna, resp. 21. a 22. února následujícího roku.[42]

### 2013
- 29. ledna byly otevřeny nabídky v soutěži na zpracovatele koncepčního projektu třetího dílu dálnice, Nabídku podalo 18 uchazečů,[43] z nichž 12 splnilo zadávací podmínky. Nabídkové ceny se pohybovaly v intervalu od 890 tisíc leva do 3,402 miliónu leva.[44] V soutěži zvítězilo sdružení Via Plan – Amberg, sdružující bulharskou společnost Via Plan, Amberg Engineering Slovakia a její mateřskou švýcarskou firmu Amberg Engineering AG, s cenou 1 999 950 leva bez DPH,[45] s nímž byla podepsána smlouva 27. července. Z dvanácti soutěžících, z nichž jedenáct splnilo soutěžní podmínky, byl vybrán strategický poradce.[46] Nabídky se pohybovaly od 642 tisíc leva do 2 195 320 leva.[47] z nich byla vyhodnocena jako nejlepší nabídka sdružení Sweco – Burda s cenou 1,183 miliónu leva bez DPH,[48] a příslušná smlouva byla uzavřena 1. července.[49] Ekologickým konzultantem se stala firma Dango proekt konsult, jediný účastník soutěže, a smlouva s ním byla uzavřena 19. července za cenu 64,77 tisíc leva.[50]
- Počátkem roku byla také vypsána soutěž na technického konzultanta projektu a stavební dozor druhého dílu dálnice s termínem 18. února.[51] Nabídky podalo pět uchazečů, z nichž čtyři splnili podmínky zadání,[52] v rozpětí od 139 750 do 181 000 leva za měsíc prací.[53] Nejnižší nabídku podalo sdružení Struma – PP (firmy Pătinvestinženering a Pătproekt), se kterým byla 21. května uzavřena smlouva.[54]
- 23. července byl oficiálně otevřen první úsek prvního dílu od sjezdu Dolna Dikaňa (km 305,220)[p 6] ke křižovatce Dupnica sever (km 319,200)[p 6] v délce 13,98 km s tím, že zbylý úsek o délce 2,8 km bude zprovozněn s následujícím druhým dílem.
- 31. července byla zahájena výstavba druhého dílu dálnice se lhůtou výstavby 22 měsíců.[40]

### 2014
- Počátkem roku nebylo na čtvrtém dílu dálnice dokončeno ještě 44 % prací a agentura Silniční infrastruktura zvažovala ukončit smlouvu se zhotovitelem firmou Aktor,[55] nicméně tak neučinila a stavební práce byly ve skutečnosti dokončeny blagoevgradským sdružením Agromach.[56] Navíc agentura začátkem února rozhodla, že do tohoto dílu dálnice bude vložen další sjezd Marikostinovo napojující silnici III-198 Petrič – Zlatarevo.[57]
- 23. května byla uzavřena smlouva na dokončení geologického průzkumu tunelových úseků (Kresnenská soutěska a Železnica) na třetím dílu dálnice se sdružením Geops – Geotechnika – Konsult za cenu 1 496 465 leva (bez DPH).[58]
- 1. srpna byla vyhlášena veřejná soutěž na projekt a stavbu (Design & Build) dvou částí třetího dílu dálnice. Cena první z nich, součásti prvního úseku (3.1) od km 359,000 do km 366,000 a od km 370,400[p 6] do km 376,000[p 6] o celkové délce 12,6 km, se odhadovala na 150 miliónů leva.[59] Cena druhé z nich, součásti třetího úseku (3.3) od km 397,000 do km 420,624 délky 23,6 km, se odhadovala na 200 miliónů leva.[60] Bylo podáno 9 nabídek na první část[61] a 11 na druhou.[62] Soutěž byla vyhodnocena až v následujícím roce.
- 8. srpna byla vyhlášena veřejná soutěž na technického konzultanta při výkupu nemovitostí na trase třetího dílu dálnice, v níž zvítězilo sdružení tří fyzických osob a firmy Geo Konsult za cenu 189 950 leva (bez DPH).[63]
- 28. srpna byla se sdružením Anisa – ITK – PPM 2014 uzavřena smlouva na aktualizaci dopravní prognózy a analýzu efektivnosti investice třetího dílu dálnice za cenu 212 121 leva bez DPH.[64]
- 11. prosince byla vyhlášena veřejná soutěž na vypracování studie posouzení a hodnocení vlivu na životní prostředí druhého úseku třetího dílu (3.2) dálnice, v níž zvítězila společnost Dango proekt konsult s cenou 64 700 leva bez DPH a se lhůtou zpracování 280 dní. Smlouva byla uzavřena 9. března následujícího roku.

### 2015
- V únoru byl posunut termín zprovoznění čtvrtého dílu dálnice za srpen.[41] Současně se rozhodlo o rozšíření posledního 1,5 km úseku ku hranici s Řeckem (společného se silnicí I-1) na tři jízdní pruhy[41] a 10. června byla zhotovitelem určena firma Agromach za cenu 3,095 miliónu leva (bez DPH).
- V březnu byla vyhlášena veřejná soutěž na technický dozor na úseky 3.1 a 3.3 třetího dílu dálnice.[65]
- Koncem března byla vyhlášena veřejná soutěž na vypracování koncepčního projektu úseku v Kresnenské soutěsky (Кресненски пролом),[66] ležícího na třetím úseku třetího dílu (3.3). Cílem bylo získat alternativu 15 km tunelu pro případ, že by tento úsek obdržel kladné hodnocení vlivu na životní prostředí. Nejnižší cenu (953 946 leva bez DPH) nabídlo sdružení Lot 3.2 Proekt.[67]
- 1. dubna byly otevřeny nabídky na projekt a stavbu (Design & Build) třetího úseku třetího dílu (3.3) dálnice z Kresny do Sandanského o délce 23,6 km. Ze čtyř uchazečů, kteří splnili podmínky soutěže, bylo vybráno sdružení Struma – Lot 3.3 (firmy GBS Infrastrukturno stroitelstvo, Pătostroj-92, Glavbolgarstroj, Geostroj s podzhotovitelem GBS Blagoevgrad) za cenu od 213 144 512 leva s maximální garantovanou cenou 234 123 012 leva bez DPH.[68] Smlouva byla podepsána 25. září za smluvní cenu 255,8 miliónu leva s maximální garantovanou cenou 281 milión leva.[69] Lhůta plnění je 3,5 roku se zahájením stavebních prací na jaře 2016.
- 19. května byly otevřeny nabídky na projekt a stavbu (Design & Build) prvního úseku třetího dílu (3.1) dálnice. Nejnižší podání (118,02 miliónu leva bez DPH) učinilo sdružení Magistrala Struma 3.1. V soutěži zvítězilo sdružení AM Struma 3.1, sdružující firmy Agromach, Chidrostroj, Pătnica Plovdiv Grup, Pătnica Plovdiv, AB a Alve Konzult, s cenou 139 021 499,02 leva (bez DPH) a maximální garantovanou cenou 154 999 999,92 leva (bez DPH),[70][71] protože technická část jeho nabídky byla hodnocena lépe. Jednání o smlouvě trvala až 30. prosince a smlouva byla uzavřena v ceně 186 miliónů leva a s lhůtou výstavby 3,5 roku.[72]
- Koncem května vyhlásila agentura Silniční infrastruktura veřejnou soutěž na dodávku a montáž osvětlení silničních sjezdů na čtvrtém dílu dálnice,[73] ve které zvítězila firma Agromach. Smlouva byla podepsána 2. září za cenu 1,498 miliónu leva (bez DPH).
- V červnu byla zvýšena cena druhého dílu dálnice o 2,55 miliónu leva (bez DPH) kvůli zajištění aktivních sesuvů.[74]
- 16. července byl na konci čtvrtého dílu dálnice zprovozněn levý pruh v délce 3 km spolu s rozšířením silnice I-1 na tři pruhy, a to až k hraničnímu přechodu Kulata.[75] 31. července byla uvedena do provozu i zbývající část tohoto dílu,[76] i když dokončovací práce pokračovaly až do 10. září, kdy byl díl otevřen oficiálně.[77]
- 22. října byl zprovozněn druhý díl dálnice.[78] Přitom ještě v únoru bylo konstatováno, že je dokončeno pouze 56 % fyzických objemů prací.[41]

### 2016
- V srpnu byly otevřeny nabídky ve veřejné soutěži na projekt a stavbu (Design & Build) úseku tunelu Železnica na třetím dílu (3.1), která byla vyhlášena v listopadu minulého roku. Bylo doručeno 17 nabídek.[79]
- Koncem srpna byly zahájeny práce na dílu 3.3.[80]
- V listopadu byla vypsána soutěž na koncepční projekt dílu 3.2, a to s možností řešit dálnici samostatně vedeným levým pruhem,[81] což je řešení, které doporučila Komora stavařů.[82] Vyhodnocení soutěže proběhlo až následující rok.

### 2017
- 15. května byl vyhlášen vítěz zakázky na koncepční projekt dílu 3.2, kterou při hodnocení 93,278 bodů získala společnost Pătproekt 2000 za cenu 250 000 leva.
- 31. srpna byla zahájena výstavba dílu 3.1.[83]

### 2018
- 29. března byla vyhlášena veřejná soutěž na stavební dozor dílu 3.1 rozdělený na tři části: podúsek č. 1 od km 366,000 do km 366,720, včetně obslužné komunikace u severního portálu tunelu Železnica; podúsek č. 2 od km 366,720 do km 369,000, včetně obslužné komunikace u jižního portálu tunelu Železnica a heliportu; podúsek č. 3 od km 369,000 do km 370,400.
- 28. srpna byla vyhlášena veřejná soutěž na projekt a stavbu (Design & Build) dílů 3.2.1 a 3.2.2.
- 28. září byla podepsána smlouva na díl 3.1 podúsek č. 3 za tunelem Železnica se zhotovitelem PST Grup za 22 130 756,88 leva (včetně DPH) se lhůtou dokončení 120 dní na projektování a 480 dní na provedení stavebních prací.[84]
- 16. října byla podepsána smlouva díl 3.1 podúsek č. 1 trasy před tunelem Železnica se sdružením Železnica – Sever (GBS Infrastrukturno stroitelstvo + Glavbolgarstroj + Glavbolgarstroj International) za 29 985 345 leva (bez DPH).
- 11. prosince byly otevřeny cenové nabídky 13 zájemců o stavební dozor dílu 3.1. Ze 4 zájemců na podúsek č. 1 bylo 19. prosince vybráno sdružení TES Konsult (Strol-1000 + Tri – Es + Expert Decision) s hodnocením 100 bodů a cenou 719 739,60 leva (včetně DPH). Ze 7 zájemců na podúsek č. 2 bylo vybráno sdružení Plan Invest Železnica (Plan Invest Plovdiv + Infrakontrol + Infraprojekt konsult + Askos 03 + Search Corporation) s hodnocením 95,25 bodů a cenou 4 793 328 leva (včetně DPH). Ze 2 zájemců na podúsek č. 3 bylo vybráno sdružení Pătconsult 2000 – Konsult 64 (Pătconsult 2000 + Konsult 64) s hodnocením 64 bodů a cenou 558 266,40 leva (včetně DPH).
- 17. prosince byl zprovozněn díl 3.3 spolu s 300m připojením na díl 4.[85]
- 27. prosince rozhodla bulharská vláda o zrušení dálnice Ljulin a jejím začlenění do dálnice Struma s tím, že se jedná o její přirozený začátek. Na druhé straně dálnice Struma převzala její staničení, takže její starý počátek na km 287,365 byl přeznačen na km 19,135.[1]

### 2019
- 11. února byla podepsána smlouva na tunel Železnica se sdružením AM STRUMA TUNEL 2018 (GP Group + Global Construction + Via Plan) za cenu 185 370 370,37 leva (bez DPH) s dobou dokončení 3 roky (1 060 dní).[86]
- 15. února bylo otevřeno 10 nabídek na projekt a stavbu dílu 3.2.1. Nejlepší nabídku předložilo sdružení APP Lot 3.2.1 (Groma Hold + Evropejski pătišta + Vodno stroitelstvo – Blagoevgrad + Pătproekt + Váhostav SK), což bylo vyhlášeno až 15. listopadu.
- 19. února bylo otevřeno 12 nabídek na projekt a stavbu dílu 3.2.2.
- 26. února byla podepsána smlouva na stavební dozor tunelu Železnica s dodavatelem Plan Invest Železnica.
- 12. března byly podepsány smlouvy na stavební dozor na díl 3.1.1 se sdružením TES Konsult a na díl 3.1.3 se sdružením Pătconsult 2000 – Konsult 64.[87]
- 23. května byl uveden do provozu díl 3.1.1 (obchvat Blagoevgradu).[88]
- 30. května byla vyhlášena veřejná soutěž na stavební dozor dílů 3.2.1 a 3.2.2.
- 26. srpna bylo vydáno stavební povolení na díl 3.1., úsek od km 366,000 do km 366,720.
- 16. října byla vydána stavební povolení na díl 3.1., úsek od km 369,000 do km 370,400 a úsek od km 366,720 do km 369,000.
- 23. října byla zahájena výstavba tunelu Železnica, jakož i bezprostředně navazujících úseků.[89]

### 2020
- V obnovené soutěži na projekt a stavbu dálničního úseku 3.2 bylo 29. května bylo podáno 5 nabídek na díl 3.2.1 a 5 nabídek na díl 3.2.2. Výsledky byly oznámeny 19. června s tím, že díl 3.2.1 získalo sdružení Konsulatanti Struma 1 (3TI Progetti Italia + Ingegneria Integrata + Li Es Konsult + Kontpas) a díl 3.2.2 sdružení Struma 2019 – PII SWS (Pătinvestinženering + SWS Engeneering).

### 2022
- V srpnu zastavil odcházející ministr životního prostředí a vodního hospodářství Borislav Sandov projekt výstavby v soutěsce Kresna a jako důvod uvedl, že Evropská komise očekává nové posouzení vlivů na životní prostředí (EIA) a nové posouzení kompatibility tohoto úseku s ekologickou sítí Natura 2000.[90]
- 30. září byl zahájen provoz na 2,7km úseku Železnica–Simitli (od km 370,400 do km 373,100), který patří do dílu 3.1.[91]

### 2024
- 20. února byl zprovozněn tunel Železnica v obou směrech.[92]

## Plán na dokončení dálnice
Nedokončená část dálnice představuje z investičního hlediska většinu dílu 3, z jehož tří úseků jsou nedokončeny následující části:
- z dílu 3.1 chybí, kromě úseku s tunelem Železnica, postavit jeho konec navazující na díl 3.2
  - Tunel u dědiny Železnica (délka 2,04 km) tvoří samostatně poptávaný úsek o délce 4,4 km (staničení km 366,000 až km 370,400).[p 6] Vlastní tunel je rozestavěn sdružením AM STRUMA TUNEL 2018; úsek před tunelem o délce 720 m staví sdružení Železnica – Sever; úsek za tunelem o délce 1,4 km staví sdružení Pătconsult 2000 – Konsult 64.
- díl 3.2 (Krupnik – Kresna, mezi staničeními km 376,000 a km 397,000)[p 9] o délce 21 km zahrnuje několik tunelů a viaduktů, přičemž v některých místech má být dálnice vedena ve dvou výškových úrovních.[94] Projektová příprava tohoto dílu je pozastavena.[90] Problémy přináší výstavba dálnice Kresenskou soutěskou, kde má dálnice projít jedním z nejvýznamnějších bulharských chráněných území, které pro svoji biologickou rozmanitost spadá do programu Natura 2000.[95] Situaci komplikuje navíc nejen horský terén, ale i skutečnost, že je zdejší území seismicky aktivní.

## Inženýrská díla
Na trase úseku do km km 19,135 se nacházejí tři tunely o celkové délce 1 260 m, 26 mostů s celkovou délkou 6 km, 3 silniční uzly a opěrné zdi o délce přes 2 762 m.
Na prvním dílu stojí 5 mostů, 2 podjezdy a nadjezd polních cest a propustky. Dále bylo nutno rekonstruovat dálková elektrická a telefonní vedení, zavlažovací a odvodňovací systémy, upravit koryto řeky a několika potoků a postavit další drobné stavby.
Na čtvrtém dílu stojí 4 mosty, 4 podjezdy a 6 nadjezdů, propustky a další drobné stavby. Dále bylo nutno v úseku General Todorov – Marino Pole přeložit železniční trať Sofie–Kulata.

### Tunely

#### Malo Bučino
Jde o dvě tunelové trouby, každá o délce 450 m s průjezdnou šířkou 11,2 m.

#### Ljulin
Jde o dvě tunelové trouby, každá o délce 350 m s průjezdnou šířkou 12,3 m.

#### Golemo Bučino
Jde o dvě tunelové trouby, každá o délce 500 m s průjezdnou šířkou 12,5 m.

### Mosty

#### Viadukt Ljulin
Jde o dva souběžné železobetonové mosty, každý o šířce 16 m, které ve výšce až 42 m překlenují horské údolí.